# Sheila Avilés
Pour les articles homonymes, voir Avilés.
Sheila Avilés Castaño est une athlète espagnole, née le 7 juillet 1993. Spécialiste de skyrunning , elle a notamment remporté le classement Sky Classic des Skyrunner World Series 2017 et le classement général des Skyrunner World Series 2019. 

## Résultats

### 2017
Elle commence sa saison en janvier par une course sur route de 10 kilomètres dans les rues de Barcelone bouclée en 37 min 50 s. En février elle est cinquième des championnats de Catalogne de cross-country. En avril elle participe au kilimon trail, une course de 23 km. En mai pour sa première course sur le circuit Skyrunner World Series elle est troisième de Zegama-Aizkorri derrière Maite Maiora et Silvia Rampazzo. En juin elle eest contrainte à l'abandon sur le Zumaia Flysch Trail, support des championnats d'Espagne de course de montagne. Elle remporte ensuite la SkyRace Comapedrosa devant Laura Orgué et Takako Takamura. Par la suite elle remporte les championnats d'Espagne par équipe de course de montagne, puis abandonne sur le 24km ultra del nordeste. Elle termine à nouveau sur le podium de deux courses du calendrier sky classic en finissant à la troisième place du Matterhorn Ultraks 46K puis à la deuxième place de la Ring Of Steall Skyrace à quelques secondes de Laura Orgué. En octobre elle participe à la course Gorbeia Suzien, finale du circuit Espagne, Portugal et Andorre des skyrunner national series. La semaine suivante, sa cinquième place sur la Limone Extreme SkyRace lui permet de remporter le circuit sky des skyrunner world series.
| #   | féminin            | Course                                        | Longueur | Départ            | Temps           |
|     | 5e                 | 10K Sant Antoni                               | 10 km    | 22 janvier 2017   | 0 h 37 min 50 s |
|     | 5e                 | championnats de Catalogne de cross-country    | 10 km    | 12 février 2017   | 0 h 36 min 42 s |
|     | Médaille de bronze | Zegama-Aizkorri                               | 42 km    | 28 juin 2017      | 4 h 43 min 24 s |
| 49e | Médaille de bronze | Championnats d'Europe de skyrunning - SkyRace | 31 km    | 8 juillet 2017    | 3 h 39 min 01 s |
| 32e | Médaille d'or      | SkyRace Comapedrosa                           | 21 km    | 29 juillet 2017   | 3 h 17 min 16 s |
| 19e | Médaille d'argent  | Ring Of Steall Skyrace                        | 29 km    | 16 septembre 2017 | 4 h 05 min 56 s |
| 48e | 5e                 | Limone Extreme SkyRace                        | 29 km    | 14 octobre 2017   | 3 h 54 min 20 s |

### 2018
Le début de sa saison 2018 est centré sur le circuit Skyrunner World Series, dont elle a remporté le classement Sky Classic en 2017. Elle réalise un très bon début de saison en terminant 3e de la Yading Skyrun et 5e de la course très relevée de Zegama-Aizkorri. Le 16 juin elle est deuxième du Livigno Skymarathon après avoir lutté pour la première place avec Laura Orgué dans la dernière descente. Après ces trois premières courses du calendrier Sky Classic elle est à la première place du classement général. Après quelques semaines à l'écart du circuit pour participer aux Championnats d'Europe de course en montagne, elle effectue son retour sur la SkyRace Comapedrosa. Elle termine quatrième, déçue de son état de forme, elle est alors 5e du classement général, devancée par Lina El Kott, Laura Orgué, Holly Page et Sanna El Kott. Elle participe à Sierre-Zinal en août puis aux Championnats du monde de skyrunning 2018 en septembre. Elle termine 3e de la Limone Extreme SkyRace, course finale du circuit skyrunning et prend ainsi à la quatrième place du classement final Sky Classic et la 6e du classement Overall.
| #    | féminin            | Course                                                            | Longueur | Départ            | Temps           |
| 11e  | Médaille de bronze | Yading Skyrun                                                     | 29 km    | 30 avril 2018     | 3 h 37 min 20 s |
| 94e  | 5e                 | Zegama-Aizkorri                                                   | 42 km    | 27 mai 2018       | 4 h 53 min 45 s |
|      | Médaille d'argent  | Livigno Skymarathon                                               | 34 km    | 16 juin 2018      | 4 h 10 min 44 s |
|      | 14e                | Championnats d'Europe de course en montagne                       | 11 km    | 1er juillet 2018  | 1 h 0 min 14 s  |
| 49e  | 4e                 | SkyRace Comapedrosa                                               | 21 km    | 29 juillet 2018   | 3 h 11 min 55 s |
| 115e | 16e                | Sierre-Zinal                                                      | 31 km    | 12 août 2018      | 3 h 14 min 55 s |
| 59e  | 4e                 | Championnats du monde de skyrunning 2018 (Ring Of Steall Skyrace) | 29 km    | 15 septembre 2018 | 4 h 01 min 20 s |
| 57e  | Médaille de bronze | Limone Extreme SkyRace                                            | 29 km    | 13 octobre 2018   | 3 h 45 min 28 s |

### 2019
Lors de la saison 2019 se concentre sur le circuit Skyrunner World Series. Elle est 4e de la Mt Awa SkyRace, avant de faire un rapproché au classement général en remportant le Livigno Skymarathon et le Buff Epic Trail 42K, deux courses SuperSky. Elle prend la tête du classement provisoire après sa large victoire sur la SkyRace Comapedrosa et remporte finalement le classement général.
| #   | féminin           | Course                                                      | Longueur | Départ            | Temps           |
|     | 4e                | Mt Awa SkyRace                                              | 27 km    | 21 avril 2019     | 2 h 29 min 12 s |
| 23e | Médaille d'or     | Livigno Skymarathon                                         | 34 km    | 15 juin 2019      | 3 h 52 min 40 s |
| 22e | Médaille d'or     | Buff Epic Trail 42K                                         | 42 km    | 14 juillet 2019   | 4 h 37 min 40 s |
| 39e | Médaille d'or     | SkyRace Comapedrosa                                         | 21 km    | 28 juillet 2019   | 3 h 01 min 38 s |
|     | Médaille d'argent | ZacUp SkyRace                                               | 27 km    | 15 septembre 2019 | 3 h 14 min 08 s |
| 28e | Médaille d'argent | SkyMasters                                                  | 27 km    | 19 octobre 2019   | 3 h 42 min 13 s |
| 52e | 5e                | Championnats du monde de course en montagne longue distance | 41,5 km  | 16 novembre 2019  | 3 h 56 min 19 s |

### 2022
| #   | féminin       | Course                                 | Longueur | Départ          | Temps           |
| 7e  | Médaille d'or | MIUT 60                                | 60 km    | 23 avril 2022   | 6 h 39 min 27 s |
| 30e | Médaille d'or | OCC                                    | 55 km    | 25 août 2022    | 6 h 10 min 16 s |
| 52e | 5e            | Championnats du monde de trail - Court | 48 km    | 5 novembre 2022 | 3 h 56 min 39 s |

### 2024
| #   | féminin            | Course                          | Longueur | Départ         | Temps          |
| 32e | Médaille de bronze | Val d'Aran by UTMB - Sky Master | 18 km    | 6 juillet 2024 | 1 h 32 min 7 s |

### 2025
| #   | féminin           | Course                | Longueur | Départ      | Temps           |
| 20e | Médaille d'argent | Transvulcania Maratón | 43 km    | 10 mai 2025 | 4 h 36 min 20 s |